# 维托里奥·塔马尼尼
维托里奥·塔马尼尼（義大利語：Vittorio Tamagnini，1910年10月28日—1981年1月20日），意大利男子拳击运动员。他曾代表意大利参加1928年夏季奥林匹克运动会拳击比赛，获得男子雏量级金牌。